# DTEK
DTEK(우크라이나어: ДТЕК)는 우크라이나 에너지 산업에서 가장 큰 민간 투자자이다. 이 회사의 기업들은 전력을 태양광, 풍력 및 화력 발전소에서 생산하고, 석탄과 천연가스를 추출하며, 우크라이나 국내 및 해외 시장에서 에너지 제품을 거래하고, 소비자에게 전력을 배전 및 공급하며, 전기차용 초고속 충전소 그리드를 개발한다.
이 회사의 본사는 키이우에 있다. 회사는 SCM 홀딩스가 소유하고 있다.

## 운영
DTEK은 7개의 주요 사업부를 통해 운영된다:
1. DTEK 재생에너지: 풍력 및 태양광 에너지 생산에 중점을 둔다. 보티예프스카 및 프리모르스카와 같은 풍력 발전소와 니코폴스카 및 포크로프스카와 같은 태양광 발전소를 운영한다.
2. DTEK 재생에너지 국제 (DRI): 우크라이나 외부에서 재생에너지 프로젝트를 개발하며, 폴란드, 루마니아, 크로아티아, 이탈리아에서 운영한다. 프로젝트에는 배터리 저장, 태양광 및 육상 풍력 개발이 포함된다.
3. DTEK 에너지: 석탄 채굴, 농축, 광산 장비 서비스 유지보수를 포함한 석탄 기반 전력 생산의 전체 주기를 제공한다.
4. DTEK 그리드: 키이우, 드니프로, 도네츠크, 오데사 지역에서 전력 배전 및 전력망 운영을 관리하며, 약 560만 명의 고객에게 서비스를 제공한다.
5. D.솔루션: 소매 전력 공급, 에너지 효율 서비스, 전기차 충전을 담당한다. YASNO 브랜드로 전력 공급 회사를 관리하고 고속 충전소 네트워크(YASNO E-mobility)를 개발한다.
6. DTEK 석유 및 가스: 주로 폴타바 지역에서 가스 및 가스 응축수를 생산하는 네프테가즈비도부반냐를 통해 회사의 석유 및 가스 운영을 감독한다.
7. D.트레이딩: 신뢰할 수 있는 배송 및 품질 서비스에 중점을 둔 고객 중심 사업이다. D.트레이딩은 주로 전력, 가스 및 연료를 거래한다. 이 회사는 또한 가격 헤징, 위험 완화, 종합 에너지 관리 솔루션 및 물리적 포트폴리오 최적화를 포함한 재생에너지원(RES) 관리 전문성을 가지고 있다.

## 아카데미 DTEK
아카데미 DTEK은 개방형 교육 비즈니스 플랫폼이다. 이 프로젝트는 INSEAD, IE 비즈니스 스쿨, 썬더버드, HRCI, 키이우-모힐라 비즈니스 스쿨, FUIB, 키이우스스타, VISA 등 우크라이나 및 국제 비즈니스 스쿨 및 기관의 파트너이다.

## 역사

### 2005–2010
DTEK은 2005년에 설립되었다. 이 회사는 파블로흐라두힐리아, 콤소몰레츠 돈바수 탄광, 스히데네르호, 서비스-인베스트를 포함한다.
2006년에는 PEM-에네르호부힐리아, 파블로흐라드스카, 쿠라히브스카 CEP가 합류했으며, 2007년에는 도브로필스카, 옥티아브르스카, 모스핀스카 석탄 처리 기업이 합류했다.
2007년, DTEK은 UN 글로벌 콤팩트에 가입했다. 모든 스히데네르호 발전소 장치 현대화 프로그램이 시작되었으며, 무디스(Moody's)와 피치(Fitch)는 회사에 처음으로 국제 신용 등급을 부여했다.
2008년, Wind Power LLC 회사가 설립되었다. 이후 이 회사는 운영 회사인 DTEK RENEWABLES의 일부가 되었으며, 오늘날 DTEK의 모든 재생에너지 자산을 관리한다.
2009년, 회사는 경매에서 국제 전력망 접속권을 얻은 후 처음으로 헝가리, 루마니아, 슬로바키아로 전력을 수출했다.
2010년, DTEK은 유럽 산업 협회인 EURACOAL과 EURELECTRIC에 가입했다.

### 2011–2016
2011년, 이 회사는 CSR 유럽의 회원이 되었다. 같은 해, DTEK은 PJSC 키이우에네르호의 가장 큰 민간 주주가 되었다. 또한 국유 재산 기금과 DTEK은 국영 기업인 도브로필리아부힐리아, 로벤키안트라치트, 스베르들로반트라치트에 대한 임대 및 양허 계약을 체결했다.
2011년 5월, DTEK 오일&가스는 석유 및 가스 산업 프로젝트 개발을 위해 설립되었다.
2012년에 DTEK의 장기 개발 전략의 첫 5개년 단계 구현이 완료되었다. 2008년부터 2012년까지 25억 달러 이상이 생산에 투자되었다. 올해 보티예브스카 풍력 발전소의 첫 단계 터빈이 가동되었다. 우크라이나 외부에서의 첫 번째 석탄 자산 인수가 이루어졌는데, DTEK은 오부히브스카 광산 관리국, 돈스코이 안트라치트, 술리난트라치트(러시아)를 포함하게 되었다. 2021년에 밸리턴 인베스트먼트 리미티드의 키프로스 법인에 자산을 매각한 정보가 공개되었다.
2013년, DTEK은 유럽에서 가스를 공급하기 시작했으며, 나프토가즈비도부반냐의 지분을 인수했다. 7억 5천만 달러 규모의 두 번째 유로본드가 발행되었다.
2014년, DTEK 전력 기술자들은 우크라이나 동부의 적대 행위로 인해 전력이 끊긴 600개 정착촌의 140만 주민에게 전력 공급을 복구했다. DTEK은 또한 사업 관리 시스템 개혁 절차를 완료했다. DTEK 관리 회사와 3개의 운영 회사인 석탄 채굴, 화력 발전 및 전력 배전 자산 관리를 제공하는 DTEK 에너지, 대체 에너지 분야의 DTEK VDE, 천연가스 생산 분야의 DTEK 오일&가스가 설립되었다. 이후 종합 에너지 효율 서비스를 제공하는 네 번째 운영 회사인 DTEK ESCO가 설립되었다. 보티예브스카 풍력 발전소는 설계 용량에 도달하여 우크라이나에서 가장 큰 발전소가 되었고, 중앙 및 동유럽의 5대 풍력 발전소 중 하나가 되었다.
2015년, 네프테가즈비도부반냐는 동유럽에서 가장 깊은 가스정(6,750m)을 가동했으며, 우크라이나에서 민간 가스 생산 최고 기록을 달성했다.
2016년, 네프테가즈비도부반냐는 16억 입방미터의 천연가스를 생산했다.

### 2017–2021
2017년, DTEK은 도네츠크 및 루한스크 지역의 특정 지역에 위치한 기업들에 대한 통제권을 상실했다. 이들 중에는 DTEK 광산 콤소몰레츠 돈바사, 모스핀스카 WFP, DTEK PEM-에네르호부힐리아, DTEK 스히데네르호(OP 주예프스카 TPP), DTEK 도네츠크오블에네르호, 테흐렘포스타프카, DTEK 스베르들로반트라치트, DTEK 로벤키안트라치트, 엘렉트로날라드카, DTEK 고압 그리드 및 DTEK 서비스가 포함되었다. 같은 해, 헤르손 지역의 트리파니우스카 SPP가 가동을 시작했다. DTEK 프리드니프로프스카 TPP는 발전 장치 7-8을 무연탄 등급에서 가스연료 등급으로 전환했다. DTEK 에너지는 LLC 코룸 드루즈키브스카 기계 제조 공장, LLC ITC 마이닝 머신즈, 프르JSC 스비틀로 샤흐타리아 지분 61.2%를 인수했다.
2018년, 전력 시장 개혁의 일환으로 회사는 언번들링 절차를 완료했으며, 그 결과 키이우에네르호, 드니프로오블에네르호, 도네츠크오블에네르호에 기반한 배전 시스템 운영자(DTEK 키이우 전기 그리드, DTEK 드니프로 전기 그리드, DTEK 도네츠크 전기 그리드)가 만들어졌다. 이들과 독립적으로 세 개의 공급 회사가 운영을 시작했다: 키이우 에너지 서비스, 드니프로 에너지 서비스, 도네츠크 에너지 서비스. 설립된 OSR과 DTEK 고전압 그리드 및 DTEK PEM-에네르호부힐리아의 전략적 관리는 운영 지주회사 DTEK 그리드가 수행한다. 공급 회사들의 업무를 조정하기 위해 독립적인 운영 지주회사 D.솔루션즈(LLC "D.Solutions")가 설립되었다. 또한 우크라이나 영토 및 외부 에너지 시장에서 에너지 자원 도매 거래 개발을 담당하는 D.트레이딩(LLC "D.Trading") 회사가 설립되었다. 또한 DTEK 재생에너지는 제너럴 일렉트릭과 프리모르스카 풍력 발전소 2단계 건설 계약을 체결했으며, 중국 회사 SMES와 협력하여 니코폴스카 SPP 건설을 시작하고 덴마크 회사 베스타스와 협력하여 오렐 풍력 발전소 건설을 시작했다.
또한 2018년, DTEK은 전기차용 고속 충전소 네트워크 STRUM을 출시했으며, 이는 2019년에 YASNO E-mobility로 이름이 변경되었다.
2019년, DTEK 재생에너지는 포크로프스카 SPP 건설을 시작했다. 오데사오블에네르호와 키이우오블에네르호의 지배 지분도 인수되었다. 같은 해, 회사는 오를리브스카 및 프리모르스카 WPP, 니코폴스카 및 포크로프스카 SPP 건설을 완료했으며, DTEK의 재생에너지 프로젝트 포트폴리오는 1GW에 도달했다.
2020년 9월 18일, 러시아 스베르방크의 요청으로 암스테르담 지방 법원은 DTEK 에너지 B.V에 네덜란드에 있는 회사 자산 중 일부에 대해 4,510만 달러의 제한을 부과했다. 또한 2020년, DTEK은 COVID-19 퇴치를 위한 세계 경제 포럼의 새로운 글로벌 플랫폼에 참여했다. 또한 DTEK 재생에너지는 데뷔 녹색 채권 발행으로 기후 채권 이니셔티브로부터 녹색 채권 개척자 상을 수상했다.
2021년, DTEK 재생에너지는 덴마크 회사 베스타스와 협력하여 틸리훌 풍력 발전소의 첫 단계 건설을 시작했다. 또한 2021년, DTEK은 VS 에너지로부터 키로보흐라드오블에네르호의 24.5%를 인수했다.

### 2022–2024
러시아의 우크라이나 전면 침공은 2022년 2월 24일에 시작되었다. 그러나 DTEK의 전력 기술자들에게는 2022년 2월 22일에 전면전이 시작되었다. 그날, 샤스탸 마을의 루한스크 화력 발전소가 러시아군에 의해 포격당했고, 2022년 2월 25일에는 샤스탸의 DTEK 루한스크 TPP가 러시아군에게 점령되어 여전히 그들의 통제하에 있다. 또한 2월 24일 밤, 우크라이나는 러시아 및 벨라루스의 전력망에서 완전히 단절되어 ENTSO-E와의 동기화를 위한 기술 점검을 수행하면서 고립 모드로 운영되기 시작했다. 3월, DTEK 그룹은 키이우, 도네츠크, 드니프로페트로우스크 지역의 의료 시설, 군대 및 법 집행 기관, 빵 생산자에게 전력을 무료로 공급하기 시작했다. 2022년 3월 3일 - DTEK 직원 3명이 전투에서 사망했다.
또한 2022년 3월, DTEK 그룹은 전 세계 에너지 상인 및 러시아 석유 및 가스의 가장 큰 소비자들에게 러시아 에너지에 대한 전면적 금수 조치를 요구했다.
2022년 3월 16일 - 우크라이나 전력 시스템이 유럽 대륙의 ENTSO-E 전력망과 동기화되었다. DTEK 에너지의 화력 발전소는 고립 모드에서 우크라이나 전력 시스템 운영에 상당한 기여를 했다.
2022년, DTEK은 인도주의 및 군사 지원 노력을 크게 늘렸다. 회사는 인도주의 목적으로 우크라이나군 지원에 8억 흐리브냐를 할당했다. 또한 DTEK은 군사 시설 및 병원에 2억 5천만 흐리브냐 상당의 전력을 무료로 공급했다.
2022년 5월 18일, DTEK 키이우 지역 그리드 전문가들은 2022년 4월 2일에 러시아군으로부터 해방된 키이우 지역의 전력 공급 복구를 완료했다. 회사의 전력 기술자들은 초기 발표보다 15일 빠른 45일 이내에 작업을 완료했다. DTEK 그룹은 키이우 지역의 전력망 복구에 3억 흐리브냐를 투자했다.
이 회사의 석유&가스 포트폴리오 회사는 공개 경매에서 폴타바 지역의 두 가스전 개발권을 13억 흐리브냐에 인수했다.
2023년, DTEK은 재생에너지 개발에 큰 진전을 이루었다. 회사는 최전선에서 불과 100km 떨어진 미콜라이브 지역에 틸리훌 풍력 발전소 (WPP) 1단계 가동을 시작했다. 이 발전소의 19개 터빈은 설치 용량 114MW로, 연간 최대 390,000kWh를 생산할 수 있으며, 이는 20만 가구에 전력을 공급하기에 충분하다. DTEK 재생에너지는 또한 폴타바 지역 흐롭비네 마을 공동체에 폴타브스카 풍력 발전소의 사전 설계 작업을 시작했다.
2023년 12월 4일, DTEK 그룹과 베스타스는 틸리훌 풍력 발전소 건설을 완료하기 위한 양해각서에 서명했으며, 이는 동유럽에서 가장 큰 풍력 발전소가 될 예정이다. 유럽 위원회와 우크라이나 및 덴마크 정부의 지원을 받는 이 프로젝트는 설치 용량 500메가와트이며 총 투자액은 6억 5천만 유로를 초과할 것이다. 법적 승리에서 DTEK은 헤이그에서 압류된 크림 자산에 대한 러시아와의 소송에서 승소했다.
DTEK의 확장은 2024년에도 계속되어, 우크라이나 외부에서 첫 번째 에너지 프로젝트를 가동했다. 여기에는 루마니아의 풍력 발전소인 루기노아사(Ruginoasa)와 태양광 발전소인 글로데니(Glodeni) 두 프로젝트가 포함된다. 이 회사는 또한 우크라이나 에너지 부문에 대한 지원을 동원하기 위해 일본에서 새로운 투자 유치 활동을 시작했으며, 여기에는 러시아 해커들로부터 중요한 민간 에너지 기반 시설을 보호하기 위한 새로운 사이버 보안 협정 체결이 포함되었다.
2024년, DTEK 그룹은 폴란드 재생에너지 시장에 진출하여 국내 최초의 대규모 배터리 저장 프로젝트를 건설할 계획을 발표하며 회사의 유럽 내 야망을 키우고 있다.

## 에너지 전환: 탈탄소화 및 유럽 통합

### DTEK 2030년 신전략
2030년 신전략에서 DTEK은 ESG 원칙을 따르는 보다 환경 친화적이고 효율적이며 기술적인 사업으로 전환하는 데 전념하고 있다. DTEK의 목표는 2040년까지 탄소 중립을 달성하는 것이다. DTEK은 또한 12개의 UN 지속가능 개발 목표를 ESG 전략에 통합했다. 2020년, DTEK은 지속 가능한 발전에 30억 흐리브냐를 투자했다.

### 혁신과 디지털 전환
2018년, 혁신 총괄 부서인 DTEK 혁신이 설립되었고, 2019년 초 DTEK은 MODUS라는 회사의 디지털 전환 프로그램을 시작했다. 2021년 혁신 총괄 부서의 주요 프로젝트 중 하나는 우크라이나 최초의 산업용 리튬 이온 에너지 저장 시스템(CHS)을 1MW 용량과 2.25MWh 용량으로 개설한 것이었다.
유빌리 광산(MODUS 프로젝트) 지하 510미터에 Wi-Fi 통신망을 구축한 것은 우크라이나 최초이자 가장 깊은 지하 통신 인프라로 우크라이나 기록부에 등재되었다.
2021년 초, DTEK은 영국에 새로운 우크라이나 에너지 투자 허브를 설립한다고 발표했다.

### 기업의 사회적 책임 프로젝트
다음 프로젝트는 기업의 사회적 책임에 속한다:
직접 만드는 지역사회 — 공공 단체, 주민 자치 기구, 공동 주택 소유주 협회 및 지역사회 문제 해결 및 지역사회 공공 공간 변환을 목표로 하는 활동가 그룹을 위한 연례 프로젝트 공모전. 2021년, "직접 만드는 지역사회" 프로젝트는 UN 글로벌 콤팩트 지속 가능성 파트너십 상 2020을 수상했다.
에너지 효율 학교. 재시작 — 이 프로젝트는 에너지 자원의 합리적인 사용, 환경 가치 교육, 학생 및 학부모, 교육 기관 직원 및 자원 봉사자의 환경 활동 참여를 촉진하는 것을 목표로 한다.
"자, 놀자!" — 이것은 샤흐타르 축구 클럽과의 공동 프로젝트로, 대규모 어린이 아마추어 축구 발전을 목표로 하며 포괄성과 건강한 생활 방식의 아이디어를 촉진한다.
우크라이나의 새 — 2021년, DTEK 네트워크는 우크라이나에서 가장 큰 조류 보호 환경 및 교육 프로젝트인 #레레첸키 프로젝트를 시작했다. 이 회사는 한 달(2021년 9월-10월) 동안 우크라이나에서 기록적인 수의 황새 둥지 보호 플랫폼(122개)을 설치하여 약 600마리의 황새를 보호했다. 또한 프로젝트의 일환으로 키이우와 오데사에 황새 가족 조형물 2개가 설치되었다. 이 외에도 2021년, DTEK 네트워크의 에너지 회사들은 전력선에 2,372개의 조류 보호 장치(덮개 및 반사 마커)를 설치했다.

## 2022년 러시아의 우크라이나 침공시 DTEK

### 에너지 산업 컨퍼런스 참가

#### 다보스 DTEK. WEF 2024
DTEK은 다보스에서 열린 2024년 세계 경제 포럼에서 글로벌 의사 결정자들에게 우크라이나 경제 방어를 강화하고 민간 자본이 국가로 유입될 조건을 조성하여 경제적 반격을 시작할 것을 촉구했다. DTEK은 외국인 투자자, 국제 금융 기관(IFI), 우크라이나 정부 및 자국 기업들에게 일련의 구체적인 조치와 개혁을 통해 민간 부문을 재활성화하여 경제를 강화할 것을 요구하고 있다.

#### URC 2024
DTEK 그룹은 URC 2024 기간 동안 여러 협정을 발표했다. 이들은 슈나이더 일렉트릭과 우크라이나 에너지 인프라 현대화를 위한 양해각서를 체결했다. 하니웰과 DTEK은 우크라이나의 에너지 독립과 재생에너지 전환을 강화하기 위한 전략적 파트너십을 맺었다. 또한 DTEK은 GE 베르노바와 녹색 전환 및 에너지 안보에 합의했으며, D.트레이딩은 벤처 글로벌과 미국 LNG 공급에 대한 예비 합의서를 체결했다.

#### COP28
COP28에서 DTEK 그룹은 정부, 투자자 및 산업 파트너와 협력하여 우크라이나 에너지 시스템을 재건하겠다는 의지를 강조했다. 우크라이나 파빌리온은 카호우카 댐 재앙을 강조하고 재앙, 그 결과 및 복구 노력을 자세히 설명하는 블록으로 나뉘어 녹색 복구 계획을 제시했다. DTEK 그룹과 베스타스는 틸리훌 풍력 발전소 건설을 완료하기 위한 양해각서에 서명했으며, 이는 동유럽에서 가장 큰 풍력 발전소가 될 것이며, 용량 500메가와트와 6억 5천만 유로 이상의 투자가 이루어질 것이다. 서명은 COP28에서 유럽 에너지 위원 카드리 심슨과 우크라이나 에너지부 장관 헤르만 할루셴코가 참석한 가운데 이루어졌다.

#### 빛을 위한 싸움
세계 헤비급 복싱 챔피언 올렉산드르 우시크는 러시아의 공격으로 파괴된 우크라이나의 에너지 시스템 재건을 돕고 있다. 5월 18일 타이슨 퓨리와의 경기를 앞두고 우시크는 DTEK과 협력하여 우크라이나의 에너지 위기에 대한 인식을 높이고 있다. DTEK에서 일하는 30명의 참전 용사들은 리야드에서 열리는 경기에서 우시크를 지원할 예정이다. #FightForLight 파트너십은 겨울이 오기 전에 우크라이나 에너지 부문에 긴급 기술 지원을 제공하는 것을 목표로 한다.

### 피 묻은 에너지 중단
2022년 러시아 침공 초기부터 DTEK 그룹은 NJSC 나프토가즈 및 우크레네르호와 함께 Stop Bloody Energy 프로젝트를 시작했으며, 이 프로젝트를 통해 서방 기업들에게 에너지 부문에서 러시아와의 협력을 중단할 것을 요구하고 있다. 이 이니셔티브를 통해 우크라이나 기업들은 우크라이나 전쟁에도 불구하고 글로벌 비즈니스 대표들이 여전히 러시아와 계속 협력하고 있다는 것을 국제 사회에 보여주고자 한다. 프로젝트 웹사이트에는 가스, 석탄 거래, 석유 서비스 및 기계 제조 회사에 대한 정보가 포함되어 있다.
이 이니셔티브는 우크라이나 대통령실, 우크라이나 대통령 볼로디미르 젤렌스키, 우크라이나 외무부 장관 드미트로 쿨레바, 우크라이나 대통령실장 고문 미하일로 포돌랴크, 주독일 우크라이나 대사 안드리 멜니크, 그리고 유명한 우크라이나 축구 선수, TV 진행자, 예술가들의 공개적인 지지를 받았다.
세계 최대 특수 장비 제조업체 중 하나인 일본 회사 고마쓰는 Stop Bloody Energy 목록에 등재된 후 러시아와의 협력을 중단했다.
Stop Bloody Energy 이니셔티브의 일환으로, 2022년 5월 초, 100명 이상의 우크라이나인들이 프랑스 회사 Engie 본사 앞에서 러시아와의 가스 계약 종료를 요구하며 시위를 벌였다.
또한 우크라이나와 유럽의 활동가들은 다보스 세계 경제 포럼 기간 중 러시아 연방에서 계속 운영되는 에너지 사업에 반대하는 Stop Bloody Energy 이니셔티브 프레임워크 내에서 시위를 벌였다.

### 전쟁 중 에너지 인프라 복구
러시아의 우크라이나 전면 침공 첫날부터 DTEK은 포격으로 파괴된 네트워크를 수리하고 전력 공급 복구 작업을 계속하고 있다. 5월 18일, DTEK 전문가들은 2022년 4월 2일 러시아군으로부터 해방된 키이우 지역에 100% 전력을 복구했다. 회사 소유의 고전압 및 배전 네트워크를 통해 600개 정착촌의 26만 가구에 전력이 공급되었다.
DTEK 그룹은 키이우 지역의 전쟁으로 파괴된 전력망 복구에 3억 흐리브냐를 투자했다. DTEK은 키이우 지역의 전력 공급을 복구하기 위해 오데사 및 드니프로페트로우스크 지역의 전문가들을 동원했다. 총 1,000명의 전국 에너지 기술자들이 전력 복구 작업을 수행했다.
DTEK 에너지 기술자들은 끊임없는 적대 행위에도 불구하고 도네츠크 지역의 전력 공급을 매일 복구하고 있다. 전면전이 시작된 이래 DTEK 그리드의 에너지 기술자들은 키이우, 드니프로페트로우스크, 오데사 및 도네츠크 지역의 1,300만* 가구에 전력을 복구했다.

### 에너지 전선의 영웅들
전력 시스템을 유지하고 에너지 기반 시설을 복원하기 위해 DTEK 에너지 기술자와 광부들은 극도로 위험한 조건에서 일한다. 종종 교전 지역에서, 심지어 포격 아래에서도 인구에 전력을 공급하고 국가를 위해 석탄을 채굴한다.
2022년 2월 24일부터 DTEK 그룹 직원 297명이 사망하고 912명이 부상당했다. 매일 생명을 걸고 영웅적인 일을 하는 에너지 기술자들을 기리기 위해 DTEK 그룹은 "에너지 전선의 영웅들" 프로젝트를 시작했다. 이 프로젝트 웹사이트는 전시 상황에서 영웅적으로 계속 일하는 에너지 기술자들의 이야기를 모아 놓았다.
우크레네르호, 센트레네르호, 우크르잘리즈니차도 이 이니셔티브에 동참했다. 2022년 3월, 데니스 시미할 총리는 러시아 침공 초기부터 최전선에서 일해 온 에너지 기술자들에게 상을 수여했다. 바실키우, 호스토멜, 노비 페트리우치와 같이 키이우 지역의 가장 뜨거운 지역 근처에서 전쟁 첫날부터 송전 시스템 시설 복원 작업을 수행한 작업자들이 상을 받았다.
또한 2022년 5월, 내각은 전투 환경에서 일하는 DTEK 에너지 기술자들에게 "용감" 명예 증서를 수여했다. DTEK 도네츠크 전력망의 에너지 기술자들은 돈바스에서의 적대 행위로 인해 손상된 송전선에 대한 긴급 복구 작업 중 개인적인 용기와 헌신적인 행동, 그리고 전쟁 중 인명 구조에 대해 내각 명예 증서를 받았다.

### 인도주의적 지원 및 국군 지원
러시아의 우크라이나 전면 침공 시작부터 DTEK 그룹은 군인들을 위한 보호 장비, 우크라이나인들을 위한 의약품 및 식료품 키트를 구매하고, 국내 실향민을 지원해 왔다.
러시아의 전면 침공 시작부터 DTEK 그룹은 우크라이나군 지원과 인도주의적 목적으로 13억 흐리브냐 / 3,230만 달러를 투입했다.
이 회사는 피난 열차를 위해 5만 리터 이상의 연료와 450톤의 석탄을, 국군과 지역 사회에 2만 개 이상의 의약품을 제공했다. 휴대용 라디오 및 통신 시스템, 지혈대 하네스, 발전기 및 드론이 구매되어 전달되었다.
DTEK 회사는 전투 지역에서 약 5,000명의 직원과 그 가족을 대피시켰다.
총 전면전 기간 동안 회사는 자사 차량 중 SUV 및 미니버스 158대를 이전했으며, 이들은 공공 방어 임무에 사용된다.
DTEK 그룹은 2024년 3월 22일 러시아가 2022년 전면 침공 이래 우크라이나 에너지 시스템에 대한 가장 큰 공세를 시작한 이후 7차례의 대규모 인프라 공격을 경험했다. 이 기간 동안 DTEK 발전소는 180회 이상의 공격을 견뎌냈으며, 그 결과 70명의 직원이 부상당하고 4명이 사망했다.
2023년, 2023/2024 난방 시즌을 준비하면서 DTEK은 대규모 공격 이후 10개의 발전 장치를 복구했다(복구된 시설의 거의 전부가 2024년 3월-6월 공격의 결과로 심각하게 손상되거나 다시 파괴되었다).
2024년, DTEK은 지난 3개월간 에너지 부문에 대한 대규모 공격으로 피해를 입은 화력 발전소 수리 및 복구에 거의 40억 흐리브냐를 투자한다.
2024년 7월 현재 DTEK의 가용한 발전 용량은 약 90%가 파괴되거나 손상되었다.

### 병원 및 군대에 대한 무료 전력 공급
러시아의 우크라이나 전면 침공 시작부터 DTEK 그룹은 중요 기반 시설, 주 및 공공 의료 기관, 군 및 법 집행 기관에 무료 전력을 제공해 왔다. 4개월 동안 DTEK 그룹은 약 100개 시설에 1억 6천만 흐리브냐 상당의 무료 전력을 제공했다. 특히 다음 기관들이 포함되었다: 우크라이나 의학 아카데미 정형외과 및 외상학 연구소, I.I. 메치니코프의 드니프로페트로우스크 지역 임상 병원, 드니프로페트로우스크 지역 응급 의료 및 재난 의학 센터, 쿠라히브 시립 병원 등.

### 2014년 러시아를 상대로 한 크림 자산 소송
러시아-우크라이나 전쟁과 러시아의 크림반도 합병에 이어 DTEK 크리메네르호는 크림반도에 위치한 다양한 자산을 러시아에 의해 보상 없이 빼앗겼다. 러시아를 상대로 한 법적 조치 결과 2023년 헤이그의 상설중재법원은 2억 6천 7백만 달러의 보상을 판결했다.

### 회사 주주의 입장

#### 러시아의 행동 평가
2022년 3월 자유유럽방송과의 인터뷰에서 아흐메토프는 러시아의 우크라이나 전쟁에서 최악의 점은 민간인들이 고통받고 사망하는 것이라고 말하며, 러시아의 군사 침략은 우크라이나와 우크라이나인들에 대한 전쟁 범죄이자 반인도적 범죄라고 강조했다.
에코노미츠나 프라브다(Ekonomichna Pravda)가 푸틴과 러시아에 대해 묻자 아흐메토프는 "러시아는 침략자이고 푸틴은 전쟁 범죄자이다. 우크라이나는 항상 평화로운 나라였고, 아무도 공격한 적이 없기 때문이다"라고 말했다.
2022년 3월 포브스와의 인터뷰에서 아흐메토프는 러시아의 우크라이나 침공에 대해 "여기서 벌어지고 있는 일은 우크라이나와 우크라이나인들에 대한 전쟁 범죄이자 반인도적 범죄이다. 이는 설명하거나 정당화할 수 없다"고 언급했다.

#### 우크라이나 승리에 대한 비전
포브스 우크라이나와의 인터뷰에서 아흐메토프는 우크라이나의 승리는 "완전한 휴전, 우크라이나에서 러시아 군인 철수, 그리고 돈바스와 크림을 포함한 우크라이나의 국제적으로 인정된 국경의 완전한 복원"이라고 언급했다.

#### 우크라이나 재건 계획
자유유럽방송과의 인터뷰에서 아흐메토프는 우크라이나인들이 우크라이나를 재건할 때가 올 것이라고 확신하며, 개인적으로 우크라이나를 복원하고 번영하는 나라로 만들기 위해 모든 힘과 자원을 투자할 것이라고 강조했다.

## 인정
DTEK 재생에너지는 우크라이나 재생에너지 부문의 최대 투자자 중 하나이다. 설립 이래 DTEK은 풍력 발전소 및 태양광 발전소 건설에 12억 달러를 투자했다.
2014년, 이 회사는 200MW 보티브스카 풍력 발전소를 건설했으며, 이는 우크라이나에서 가장 큰 육상 풍력 발전소이다.
2019년, 이 회사는 포크로프스카 태양광 발전소를 가동했으며, 이는 우크라이나에서 가장 크고 유럽에서 두 번째로 큰 발전소이다.
2020년에 이 회사는 지속 가능한 개발에 32억 흐리브냐를 투자했다.
2021년, DTEK 오일&가스는 유럽에서 가장 깊은 생산정(6,750m)을 시추했다.

## 수상
- DTEK 그룹은 전쟁 중 우크라이나 전역의 전력 공급을 유지하는 데 결정적인 역할을 한 공로로 목요일 밤 뉴욕에서 열린 '에너지 오스카상'을 수상했다. DTEK은 제25회 S&P 플랫츠 글로벌 에너지 어워드에서 "기업의 영향력에 있어서 진정으로 그 이상을 넘어섰다"는 평가를 받으며 기업 영향력 상을 수상했다.[136]

- DTEK 그리드는 미국 에너지 협회인 에디슨 전기 연구소(EEI)로부터 비상 복구 상을 수상했다.
- DTEK 재생에너지는 우크라이나 최전선 근처 틸리훌 풍력 발전소(WPP) 건설에서 '기대를 뛰어넘는' 노력을 인정받아 글로벌 풍력 투자 어워드 2024에서 올해의 육상 개발자 상을 수상했다.
- DTEK 그리드의 프로젝트 #EnergyWings는 국제 PR 협회(IPRA)가 주관하는 국제 PR 콘테스트 "골든 월드 어워드 포 엑셀런스 2022"에서 수상했다. 이 프로젝트는 "최고의 기업 커뮤니케이션"과 "최고의 환경 프로젝트" 두 부문에서 수상했으며, UN 글로벌 콤팩트 지속 가능한 개발 목표 달성에 기여한 공로로 특별상인 IPRA 골든 월드 글로벌 기여 상 2022를 수상했다.
- DTEK 아카데미는 GlobalCCU Corporate Universities Awards 2023의 브랜딩 및 지속 가능성 부문에서 최고로 인정받았다.[137]